# Dicraeus malaisei
Dicraeus malaisei är en tvåvingeart som beskrevs av Nartshuk 2000. Dicraeus malaisei ingår i släktet Dicraeus och familjen fritflugor.
Artens utbredningsområde är Myanmar. Inga underarter finns listade i Catalogue of Life.